# Дан Кудса
Дан Кудса (дан Јерусалима; Кудс је арапско име за Јерусалим), званично назван Међународни дан Кудса (перс.  روز جهانی قدس ), је годишњи догађај који се одржава последњег петка месеца рамазана који је иницирала Исламска Република Иран 1979. године како би изразила подршку Палестинцима и супротставила се ционизму и Израелу.
Дан Кудса се такође одржава у неколико других земаља, углавном у арапском и муслиманском свету, са протестима против израелске окупације Источног Јерусалима. Митинзи се одржавају у разним градовима од стране муслиманске и немуслиманске заједнице широм света.

## Историја
Након што је 1979. године започео нови израелски напад на југ Либана, имам Хомеини је 7. августа исте године прогласио последњи петак светог месеца рамазана  за Дан Кудса, односно за дан у којем ће се муслимани широм света ујединити у знак солидарности против Израела и подржати Палестинце. Хомеини је прогласио "ослобађање" Јерусалима за верску дужност свих муслимана. Тог дана је изјавио:
У име Бога Милостивог, Самилосног
Дуги низ година упозоравао сам на опасност од Израела узурпатора, који је ових дана појачао своје бруталне нападе на палестинску браћу и сестре, посебно у јужном Либану, где у намери да уништи палестинске борце стално бомбардује њихове куће и домове.
Позивам муслимане света и исламске државе да се уједине како би одрезали руке овог узурпатора и његових присталица, и позивам све муслимане света да последњи петак светог месеца рамазана - који је један од дана одређивања судбине и који може да одреди судбину палестинског народа - изаберу за „Дан Кудса“ и да овом церемонијом искажу своју подршку легитимним правима муслиманског народа. Молим Свемогућег Бога за победу муслимана над неверницима.
У Ирану се овај догађај обележава приказивањем слика и постера Јерусалима, тематским говорима, уметничким изложбама које обрађују то питање. Кључна манифестација обухвата масовне маршеве и скупове. У Либану, организација Хезболах обележава ову прилику војном парадом која се организује последње недеље месеца рамазана.
Дан Кудса се, такође, обележава у свим муслиманским и арапским земљама. Током Прве интифаде у јануару 1988., Јерусалимски комитет Организације исламске конференције одлучио је да се Дан Кудса обележава на јавним догађајима широм арапског света. У земљама са значајном шиитском популацијом, посебно у Либану где обележавање ове манифестације организује Хезболах, манифестације које се одржавају овог дана су у значајној мери посећене. Он се, такође, одржава у Ираку, палестинском појасу Газе и Сирији. Хамас и Исламски покрет џихада у Палестини подржавају Дан Кудса и одржавају церемоније. Изван Блиског истока и ширег арапског света, протести Дана Кудса одржани су у Великој Британији, Немачкој, Канади, Шведској, Француској, Сједињеним Државама, као и неким претежно муслиманским земљама у источној Азији.
Од 1989., у Јордану ова манифестација се одржава организовањем академских конференција, чије се место од универзитета до универзитета разликује сваке године.

## Дан Кудса у говорима имама Хомеинија
Дан Кудса је глобални дан. Он није посвећен само Кудсу. То је дан када се потлачени супротстављају моћницима. Дан суочења нација које су биле под притиском америчког и неамеричког угњетавања наспрам суперсила. Дан је када се потлачени мора опремити против арогантног и арогантни мора бити сахрањен. То ће бити дан између лицемера и оних који су предани. Дан Кудса је дан када се мора одредити судбина потлачених нација, потлачене нације морају прогласити своје постојање против арогантних.
Дан Кудса је исламски дан и представља исламску јавну мобилизацију. Ја се надам да ће то бити увод у [формирање] партије потлачених широм света.
Дан Кудса је дана када морамо упозорити све суперсиле да ислам више неће никада неће бити под вашом контролом кроз ваша рђаве поступке . Дан Кудса је дан живота ислама.

## Дан Кудса у говорима ајатолаха Хаменеија
Дан Кудса је један од најистакнутијих успомена великог имама Хомеинија и Божјом милошћу и упутством велики и будни народ Ирана ће се уједињен подићи заставу подршке за потлачени народ Палестине, предводећи народе у свету које се боре против тлачења.
Захваљујући исламском буђењу, свет ислама је данас више него икада осетљивији и мотивисанији у вези са палестинским питањем, и да је у време окупације Палестине 1948. године постојао исти овакав ниво освешћења, земљу никада не би окупирала Ционисти.

## Дан Кудса у говорима других
Извод из говора Сејида Хасана Насралаха, генералног секретара либанског Хезболаха, одржан на дан Кудса 2013. године у Бејруту: 
Приоритет мора бити наглашавање конфронтације са ционистичким непријатељем и да је тако било од почетка, не бисмо данас дошли до ове тачке ... Да су Арапи потрошили петину буџета за палестинску ствар, а коју су потрошили на рат против Ирана и шиитске фобије, она би већ била слободна.
- Дан Кудса у Чикагу, 2015. године
- Дан Кудса у Берлину, 2014. године
- Дан Кудса у Лондону, 2018. године
- Дан Кудса у Техерану, 2017. године